# Myrmeconauclea rheophila
Myrmeconauclea rheophila är en måreväxtart som först beskrevs av Cornelis Gijsbert Gerrit Jan van Steenis, och fick sitt nu gällande namn av Colin Ernest Ridsdale. Myrmeconauclea rheophila ingår i släktet Myrmeconauclea och familjen måreväxter. Inga underarter finns listade i Catalogue of Life.